# Herzl Halevi
Herzl „Herzi” Halevi (în ebraică הרצי (הרצל) הלוי; n. 17 decembrie 1967, Ierusalim, Israel) este un general israelian, șeful Marelui Stat Major (al 23-lea) al armatei israeliene de la 16 ianuarie 2023 și până la 5 martie 2025, când a demisionat, în urma greului fiasco al armatei israeliene de la 7 octombrie 2023. Halevi a condus armata israeliană între octombrie 2023 si martie 2025 în conflictul pe mai multe fronturi - numit in Israel Războiul Săbiilor de Fier care a fost impus Israelului de mișcările teroriste islamice Hamas și Hezbollah,împreună cu aliații acestora din Iran, Siria, Irak și Yemen.
La 4 septembrie 2022 a fost ridicat la gradul de general locotenent (rav aluf).  
În trecut a condus Comandamentul de Sud al armatei israeliene, Șeful Departamentului de Informații, comandantul diviziei 91, comandant al Brigadei de parașutiști, comandant al forțelor de comando Sayeret Matkal. El a fost cel dintâi evreu observant al religiei (deși nu poartă calotă) și locuitor al unei așezări situate în Cisiordania, care a stat în fruntea armatei israeliene. A fost de asemenea cel dintâi comandant al armatei israeliene, născut după Războiul de Șase Zile.
Adjunctul său a fost generalul maior Amiram Baram.

## Biografie
Herzl Halevi s-a născut la Ierusalim în 1967.Tatăl său, Shlomo, a fost fiul lui Haim Shalom Halevi (Gordin), imigrant evreu așkenaz din Brest Litovsk, din Belarus, care, în timpul mandatului britanic a fost membru al organizației evreiești paramilitare Etzel (Irgun Tzvaí Leumí), membru al Batalionului pentru apărarea limbii ebraice, și director adjunct al spitalului Hadassa, și al Tzilei Hacohen Kook, bacteriolog, nepoată de frate a lui Avraham Itzhak Hacohen Kook, șef rabinul așkenaz al Palestinei. Shlomo Halevi a fost proprietarul unei companii de consiliere și promovare de proiecte, și, vreme de zece ani, membru în consiliul primăriei Ierusalim. Herzl Halevi și-a primit numele în amintirea unchiului său, Herzl Halevi, care a murit în Războiul de Șase Zile cu câteva luni înaintea nașterii sale. Mama sa, Lina, născută Mizrahi-Tzoref (Los Plateros),care a fost profesoară de educație fizică la liceul de pe lângă Universitatea Ebraică, provine din familiile Mizrahi-Tzoref și Parnas,evrei persano-sefarzi, cu rădăcini la Kermanshah, și care trăiește la Ierusalim de 14 generații.
Halevi și-a petrecut primii ani de copilărie în cartierul Colonia germană (Moshavá Ghermanit) din Ierusalim, iar după vârsta de patru ani în cartierul Ramat Eshkol. Halevi a studiat la liceul religios de stat Himmelfarb din Ierusalim și a activat in tinerețe în grupul „Masuot” (Torțe) de cercetași evrei religioși. Ulterior, a obținut  licența în filozofie și în business la Universitatea Ebraică din Ierusalim, precum și titlul de master în administrația de resurse internaționale la Universitatea de Apărare Națională din Washington, Statele Unite. 

### Activitatea militară
Halevi s-a înrolat în armată în 1985 ca voluntar în unitatea de parașutiști - agricultori Nahal. A servit mai întâi într-un kibuț din nordul Israelului, apoi în detașamentul Peten (Nahal-desant) al brigăzii de parașutiști. A avansat rapid devenind comandant de trupă, ofițer de operațiuni. comandant de companie. 
În 1987 a terminat cursul de ofițeri de infanterie si a revenit în Brigada de parașutiști în funcția de comandant de pluton. El a condus unitatea Orev în operațiuni de contra-gherilă în cursul conflictului din Sudul Libanului din anii 1985-2000. În 1992 a comandat fortul Reihan, aflat în poziția cea mai nordică din sudul Libanului.  
Apoi a fost cooptat în forța de comando de elită Sayeret Matkal. El a comandat această unitate în timpul evenimentelor celei de-a doua Intifade (escaladare a acțiunilor de teroare palestiniană) - Intifada Al-Aqsa. 
A participat la o serie de operațiuni militare, inclusiv Operațiunea Poison Sting din 21 mai 1994 pentru răpirea șeicului Mustafa Dirani, unul dintre liderii organizației șiite Amal, din Liban și operațiunea nereușită din 14 octombrie 1994 pentru salvarea unui soldat, Nakhshon Waksman, răpit de  organizatia palestiniană Hamas din Gaza.
Ulterior a comandat Brigada regională Menashe (Hatmar Menashe), iar în timpul Operațiunii Plumb topit, în confruntarea cu organizațiile palestiniene din Fâșia Gaza, Halevi a comandat Brigada de parașutiști (22 august 2007 - august 2009). Sub comanda sa, Brigada de parașutiști, întărită de batalionul blindat Saar al Brigăzii Barak, a luat parte la luptele din nordul Fâșiei Gaza.  
După aceea Halevi a comandat Divizia a-91-a.În septembrie 2014 a fost numit în fruntea AGAM - Departamentul de Informații al armatei. După numirea sa ca general maior (aluf) a vizitat a doua oară Statele Unite.
La 6 iunie 2018 Halevi a devenit comandantul Comandamentului de Sud al armatei israeliene, responsabil de activitatea militară în fața sfidărilor reprezentate de acțiunile organizațiilor palestiniene Hamas și Jihad Islami în Fâșia Gaza. El a stat în fruntea acestui Comandament în cursul Operațiunii Centura Neagră în cursul  confruntării cu Jihad Islami, după uciderea țintită a comandantului Baha Abu-al-Ata care aparținea acestei organizații.
La 11 iulie 2021 Halevi a fost numit adjunct al Șefului Statului Major al armatei israeliene, pe lângă comandantul armatei, generalul Aviv Kohavi  
La 4 septembrie 2022 ministrul apărării al Israelului, Beni Gantz l-a numit pe Halevi Șef al Marelui Stat Major al armatei, ridicându-l la gradul de general locotenent.

### Potopul Al Aksa și Războiul Săbiilor de Fier

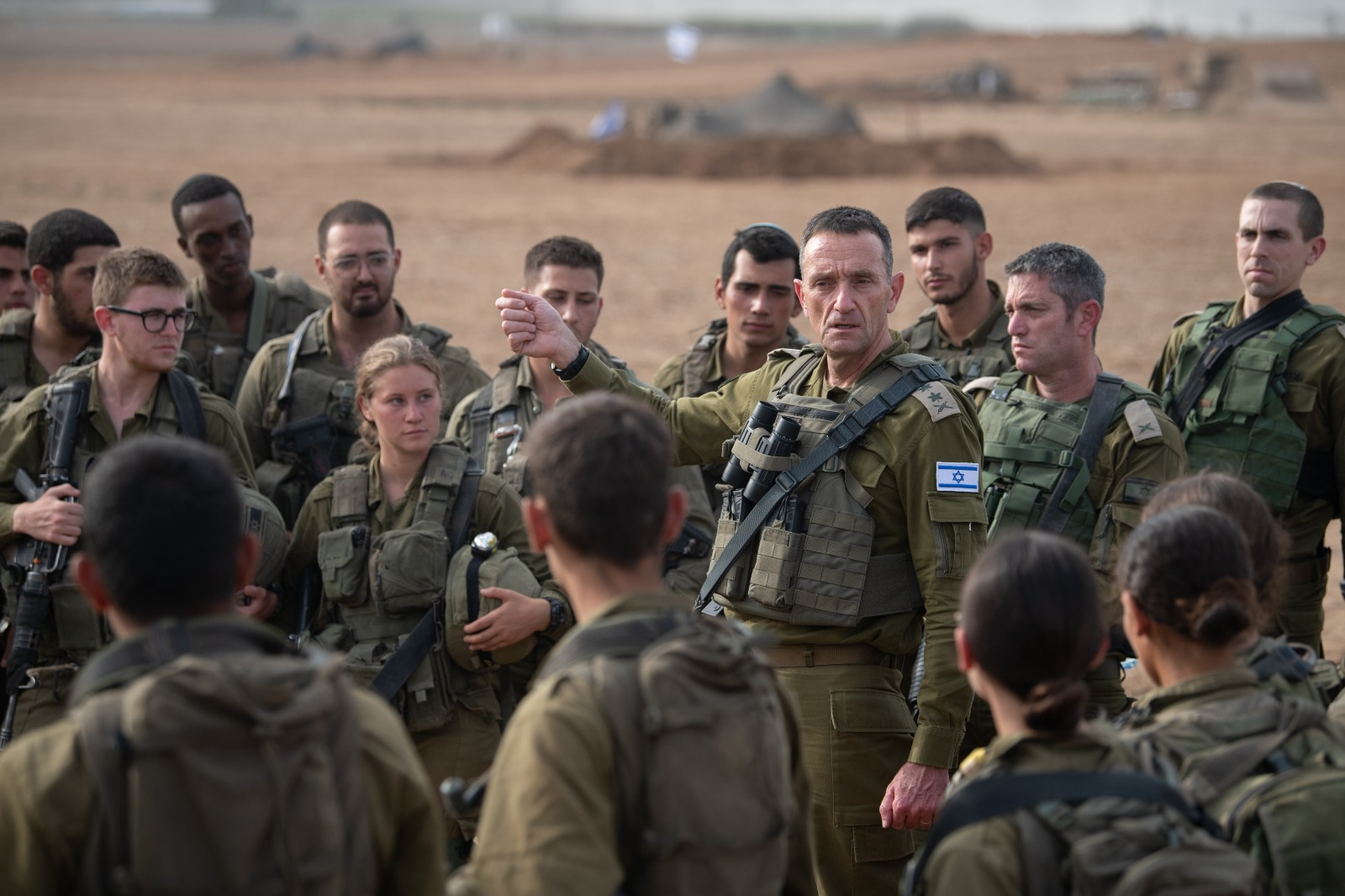
Generalul Herzi Halevi vorbind soldaților în cursul Războiului Săbiilor de Fier

În cursul verii 2023 generalul Halevi a avertizat de mai multe ori asupa primejdiei crescute a unui război regional și a scăderii capacității de război a armatei în condițiile rupturii politice în societatea israeliană ca urmare a reformei radicale a sistemului judiciar. Aprecieri ale serviciilor de informații s-au concentrat asupra unei escaladări în nordul Israelului și în martie 2023 Halevi a declarat că Hamasul din Fâșia Gaza nu ar fi interesat într-un război, dar ca dupa intelesul lui,este de așteptat o noua rundă de confruntări .
După afirmațiile conducerii politice, ipoteza de lucru a armatei era că Hamasul nu este interesat într-o escaladare și aceasta a fost adusă la stirea ei în zilele de dinainte de 7 octombrie 2023.
Sâmbătă, la 7 octombrie 2023, ziua sărbătorii evreiești Simhat Tora s-a declanșat un vast atac surpriză - Potopul Al Aksa - în care circa cinci mii de teroriști ai organizației Hamas au izbutit să treacă nestingheriti în trei valuri, prin mai multe puncte ale frontierei Israelului, au ocupat vreme de între o zi și trei zile numeroase localități din vestul Neghevului, până la maximum 26 kilometri în interiorul teritoriului Israelului, inclusiv kibuțuri, zone din orașele Sderot și Ofakim, mai multe baze militare, au omorât cu cruzime circa 1300 de persoane, inclusiv o majoritate de civili israelieni și câteva sute de soldați și au răpit ca ostatici circa 240 persoane, majoritatea civili de toate vârstele.  
În urma acestui eveniment de dimensiuni fără precedent în istoria Israelului, armata israeliană a lansat Războiul numit al Săbiilor de Fier în cursul căreia a pus capăt masacrelor, a izgonit perpetratorii de pe teritoriul țării și a trecut la bombardarea și ocuparea unor zone vaste din Fâșia Gaza.
Ca și alți comandanți ai armatei, generalul Halevi și-a asumat răspunderea pentru fiasco-ul armatei la 7 octombrie  și s-a aflat la comanda operațiunilor militare în cadrul războiului cu Hamas și aliații săi din octombrie 2024 și până în martie 2025. În Israel s-a format un cabinet restrâns de război condus de premierul Netanyahu și care a cuprins din partea opoziției de până atunci, pe generalii în rezervă Gantz și Aizenkot.
La 21 ianuarie 2025 Halevi i-a comunicat ministrului apărării Israel Katz că demisionează din postul de șef al Marelui Stat Major și va îndeplini această funcție până la 5 martie 2025.

### Viața privată
Halevi locuiește la Kfar Haoranim și este căsătorit cu Sharon, cu care a crescut patru copii.
Fratele său, Amir Halevi, a fost director general al Ministerului israelian al turismului.